# Japura Lor
Japura Lor is een bestuurslaag in het regentschap Cirebon van de provincie West-Java, Indonesië. Japura Lor telt 7984 inwoners (volkstelling 2010).